# Якимович Олесь Іванович
Оле́сь (Олекса́ндр) Іва́нович Якимо́вич  (4 січня (17 січня за новим стилем) 1904, село Чурилово, нині Узденського району Мінської області Білорусі — 15 січня 1979, Мінськ) — білоруський письменник. У міжвоєнний час член літоб'єднання «Маладняк».
Перекладач українських класиків, зокрема Павла Тичини та Івана Франка.

## Біографічні дані
Друкуватися почав 1923 року. Окремі твори перекладені українською мовою.
Був членом КПРС (від 1947 року).
Заслужений діяч культури БРСР (1968).
Нагороджено двома орденами Трудового Червоного Прапора, медалями.

## Твори
- Повісті:
  - «Перемога» (1932),
  - «Друзі» (1948),
  - «Говорить Москва» (1951),
  - «Сміливі люди» (1960),
  - «Звідки лихо на світі» (1963),
  - «Кастусь Калиновський» (1971),
  - «Тяжкий рік» (1976) та ін.
- Збірки оповідань:
  - «Новий рік» (1958),
  - «Золоті руки» (1975) та ін.
- Казки.

Оповідання «Салют у гаю» присвячене Україні.
У 1978—1980 роках у Мінську видано тритомне зібрання творів Якимовича.

### Українські переклади
- Людей слухай, а свій розум май. — К., 1964.
- Андрійко-мудрійко. — К., 1978.

## Перекладацька діяльність
Перекладав твори багатьох українських письменників білоруською мовою, зокрема Івана Франка, Павла Тичини, Максима Рильського, Наталі Забіли та ін.